# Cyanus elongatus
Cyanus elongatus är en tvåvingeart som först beskrevs av Hough 1898.  Cyanus elongatus ingår i släktet Cyanus och familjen spyflugor. Inga underarter finns listade i Catalogue of Life.